# Ettore Galli
Ettore Galli (Varano de' Melegari, 28 luglio 1808 – Vienna, 17 settembre 1841) è stato un medaglista italiano, particolarmente attivo presso la zecca di Milano.
Già durante l'adolescenza dimostra notevoli capacità artistiche, sia come scultore che come musicista. Benché autodidatta come incisore di medaglie, un suo lavoro viene notato da Paolo Toschi che raccomanda il Galli presso la Duchessa di Parma Maria Luigia.
Grazie ai buoni uffizi del Toschi, nel 1836, Ettore Galli viene mandato a spese dello stato a frequentare lo studio milanese dell'incisore Luigi Manfredini. 
Durante il suo soggiorno milanese, il Galli completa la sua preparazione come medaglista e produce svariate medaglie commemorative per conto di Maria Luigia.
Nel 1841, lascia Milano alla volta di Vienna dove intende frequentare lo studio dell'incisore austriaco Carl Friedrich Voigt al fine di apprendere i processi chimici di patinatura sviluppati dal Voigt. I disagi del viaggio unitamente al clima freddo aggravano le sue condizioni di salute e ne causano la morte solo dopo pochi giorni dal suo arrivo a Vienna.

## Medaglie di Ettore Galli

Medaglia coniata dal Galli che commemora la costruzione dell'edificio delle Beccherie Nuove. In centro Clio (musa della Storia) che aggiunge nella pergamena della storia il nuovo edificio costruito a tutti gli altri fatti costruire da Maria Luigia

Tra parentesi la data riportata sulla medaglia o la data del decreto di emissione:
- Benemeriti della Salute Pubblica (1836)
- Benemeriti del Principe e dello Stato (1836)
- Costruzione del ponte sull'Arda (1836)
- Edificio delle Beccherie Nuove (1836)
- Costruzione del Ponte sul Torrente Nure (1837)

Va inoltre segnalato che il dritto delle medaglie per la costruzione dei ponti sul Nure e sull'Arda è stato utilizzato anche per altre medaglie coniate successivamente alla sua morte come quella per la costruzione del ponte sul Tidone e, parzialmente, per quella per la costruzione del ponte sullo Stirone.